# Steven W. Bailey
Steven W. Bailey (* 1. Juli 1971 in San Diego, Kalifornien) ist ein US-amerikanischer Schauspieler. Er ist im deutschsprachigen Bereich durch die Fernsehserie Grey’s Anatomy bekannt, in der er den Barkeeper Joe verkörpert.

## Leben
Bailey besuchte die Meadowdale High School in Lynnwood, Washington. Des Weiteren schloss er das American Conservatory Theatre’s Advanced training Program in San Francisco, Kalifornien, erfolgreich ab.
In den Vereinigten Staaten ist er vor allem bekannt geworden durch die Rolle des Steve Williams in der Fernsehshow My Big Fat Obnoxious Fiance im Jahre 2004. Die Show diente Sat.1 als Vorlage für die siebenteilige Fernsehproduktion Mein großer, dicker, peinlicher Verlobter mit Tetje Mierendorf, die auch in Deutschland hohe Einschaltquoten erreichte. Auch viele Gastrollen in Serien trugen zur Bekanntheit des Schauspielers bei.
In Deutschland wurde er auch bekannt durch seine wiederkehrende Rolle als Barkeeper Joe in der Krankenhaus-Serie Grey’s Anatomy.
Im US-amerikanischen Fernsehen ist er zudem in zahlreichen Werbespots zu sehen.
Von 2002 bis 2012 war der Schauspieler mit Anneliese Boies verheiratet.

## Filmografie
- 2001: Becker (Fernsehserie, 1 Folge)
- 2001: Angel – Jäger der Finsternis (Angel, Fernsehserie, 1 Folge)
- 2002: Buffy – Im Bann der Dämonen (Buffy the Vampire Slayer, Fernsehserie, 3 Folgen)
- 2003: Will & Grace (Fernsehserie, 1 Folge)
- 2005–2010: Grey’s Anatomy (Fernsehserie, 33 Folgen)
- 2012: Navy CIS (NCIS, Fernsehserie, 1 Folge)
- 2012–2014: Scandal (Fernsehserie, 5 Folgen)
- 2018: Modern Family (Fernsehserie, 1 Folge)
- 2019: You – Du wirst mich lieben (Fernsehserie, 1 Folge)